# Berryville, Arkansas
Berryville là một thành phố thuộc quận Carroll, tiểu bang Arkansas, Hoa Kỳ. Năm 2010, dân số của thành phố này là 5356 người.

## Dân số
- Dân số năm 2000: 4433 người.
- Dân số năm 2010: 5356 người.